# Vụ ném bom Thành Vatican

Bản đồ Thành phố Vatican cho thấy các tòa nhà của Thống đốc Vatican, Tòa Ân giải Tối cao, tòa nhà Tổng giám mục, đã bị hư hại vào ngày 5 tháng 11 năm 1943 vào Xưởng khảm, nơi bị tấn công trực tiếp, được đặt giữa nhà ga và nơi ở của tổng linh mục.

Vụ ném bom Thành phố Vatican xảy ra hai lần trong thế chiến II. Lần đầu tiên là vào tối ngày 5 tháng 11 năm 1943, khi một chiếc máy bay thả bom vào khu vực phía tây nam của Nhà thờ Thánh Peter, gây thiệt hại đáng kể nhưng không có thương vong. Vụ đánh bom thứ hai, chỉ ảnh hưởng đến rìa ngoài của thành phố, vào khoảng cùng giờ ngày 1 tháng 3 năm 1944, và gây ra cái chết của một người và thương tích của người khác.

## Hoàn cảnh
Thành Vatican trung lập trong suốt cuộc chiến.  Phi công của chiến đấu cơ của cả phe Đồng minh và phe Trục thường được lệnh phải tôn trọng tính trung lập của Thành Vatican ngay cả khi ném bom Roma.
Vào ngày 25 tháng 7 năm 1943, sau khi các lực lượng Đồng minh đã chinh phục các tài sản của Ý ở Châu Phi và chiếm Sicily, Hội đồng Phát xít lớn đã loại bỏ Benito Mussolini khỏi quyền lực. Vương quốc Ý lúc đầu vẫn là một đồng minh của Đức Quốc xã, nhưng trong chưa đầy hai tháng đã bảo đảm một hiệp định đình chiến với quân Đồng minh, ký ngày 3 tháng 9 và công bố vào ngày 8 tháng 9. Đức, người đã phát hiện ra những gì đang diễn ra, đã nhanh chóng can thiệp và chiếm quyền kiểm soát quân sự của hầu hết Ý, bao gồm cả Rome, giải thoát cho Mussolini và đưa ông đến khu vực do Đức chiếm đóng để thiết lập một chế độ bù nhìn được gọi là Cộng hòa xã hội Ý.
Cả hai vụ đánh bom xảy ra trong khi Rome nằm dưới sự chiếm đóng của Đức.